# Psiloptera roseocarinata
Psiloptera roseocarinata es una especie de escarabajo barrenador metálico del género Psiloptera, categorizada en la tribu Dicercini, de la subfamilia Chrysochroinae. Fue descrita científicamente por Thomson en 1878.

## Descripción
Mide 26 milímetros de longitud.

## Distribución
Se distribuye por Brasil, en Salvador (Bahía).